# Skazani za niewinność
Skazani za niewinność (ang. In Justice, 2006) – amerykański serial telewizyjny nadawany przez stację ABC od 1 stycznia 2006 roku. W Polsce nadawany przez AXN od 20 sierpnia 2007 do 5 września 2007 roku i FoxLife od 2 grudnia 2009 roku.

## Fabuła
Grupa prawników, zajmujących się sprawami osób poszkodowanych zakładają projekt, który ma za zadania uwolnić ludzi skazanych, niesłusznie siedzących w więzieniu. Grupą kieruje David Swain (Kyle MacLachlan). Natomiast doborem spraw zajmuje się były policjant Charles Conti (Jason O’Mara).

## Obsada
- Jason O’Mara jako Charles Conti
- Kyle MacLachlan jako David Swain
- Constance Zimmer jako Brianna
- Marisol Nichols jako Sonya Quintano
- Daniel Cosgrove jako Jon Lemonick
- Tim Guinee jako Richard Rocca

## Spis odcinków
| Premiera odcinka | N/o | Polski tytuł         | Angielski tytuł      |
| ---------------- | --- | -------------------- | -------------------- |
|                  |     |                      |                      |
| SERIA PIERWSZA   |     |                      |                      |
|                  |     |                      |                      |
| 20.08.2007       | 01  | Bracia i siostry     | Brothers and Sisters |
|                  |     |                      |                      |
| 21.08.2007       | 02  | W imię rodziny       | Pilot                |
|                  |     |                      |                      |
| 22.08.2007       | 03  | Złoty chłopak        | Golden Boy           |
|                  |     |                      |                      |
| 23.08.2007       | 04  | Wyznania             | Confessions          |
|                  |     |                      |                      |
| 24.08.2007       | 05  | Inny kraj            | Another Country      |
|                  |     |                      |                      |
| 27.08.2007       | 06  | Kobieca intuicja     | The Ten Percenter    |
|                  |     |                      |                      |
| 28.08.2007       | 07  | Cena wolności        | Cost of Freedom      |
|                  |     |                      |                      |
| 29.08.2007       | 08  | Niewierny            | The Public Burning   |
|                  |     |                      |                      |
| 30.08.2007       | 09  | Ofiary               | Victims              |
|                  |     |                      |                      |
| 31.08.2007       | 10  | Znak honoru          | Badge of Honor       |
|                  |     |                      |                      |
| 03.09.2007       | 11  | Kochankowie          | Lovers               |
|                  |     |                      |                      |
| 04.09.2007       | 12  | Niewinna kradzież    | Side Man             |
|                  |     |                      |                      |
| 05.09.2007       | 13  | Przekraczanie granic | Crossing the Line    |
|                  |     |                      |                      |